# كين رودولف
كين رودولف (بالإنجليزية: Ken Rudolph)‏ هو لاعب كرة قاعدة أمريكي، ولد في 29 ديسمبر 1946 في روكفورد في الولايات المتحدة.

## وصلات خارجية
- كين رودولف على موقعبيزبول رفرنس.كوم (الدوري الرئيسي) (الإنجليزية)
- كين رودولف على موقعبيزبول رفرنس.كوم (الدوري الثانوي) (الإنجليزية)